# Mammillaria chionocephala
Mammillaria chionocephala es una especie  perteneciente a la familia Cactaceae. Es originaria de México.

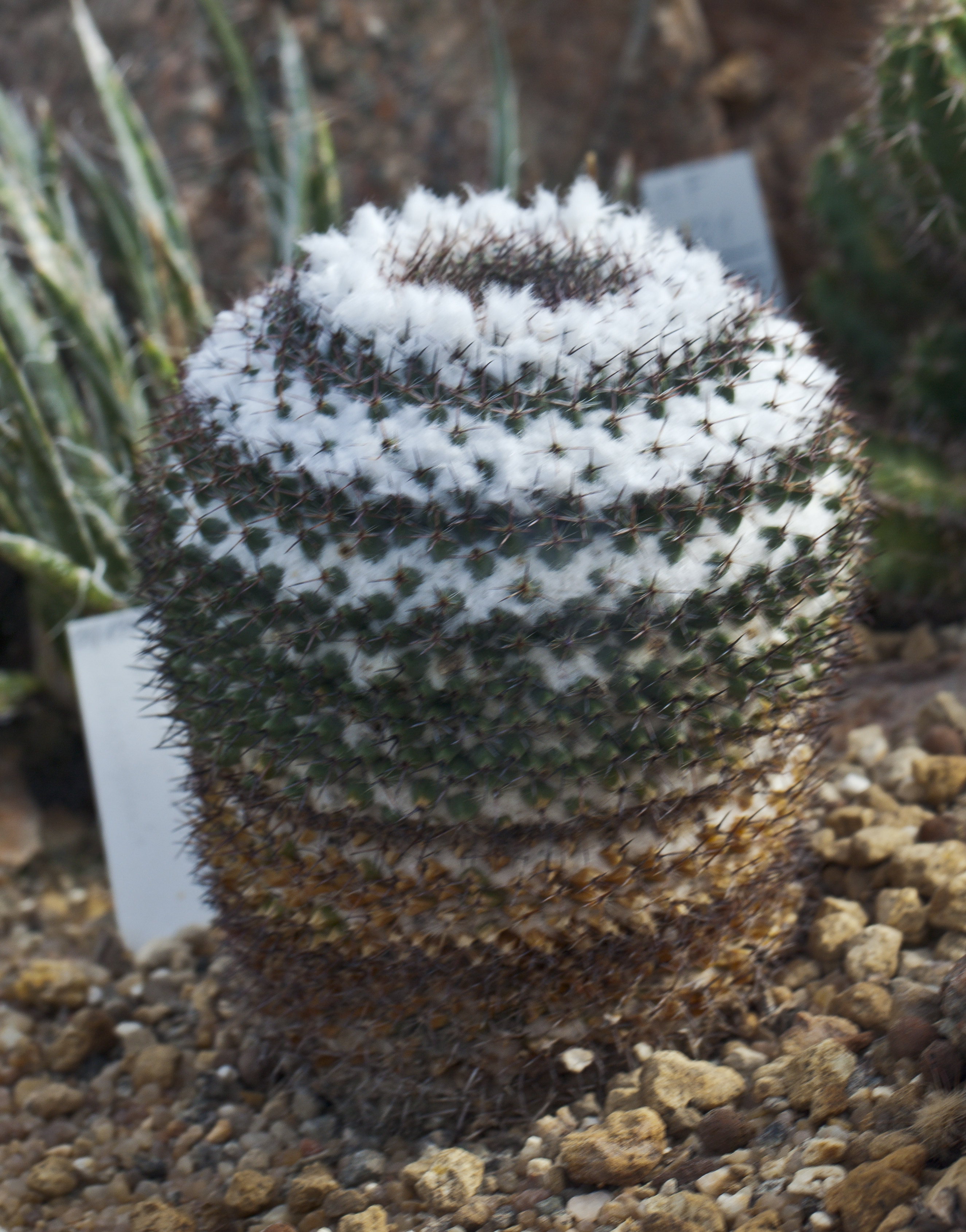
En el Jardín Botánico de Múnich

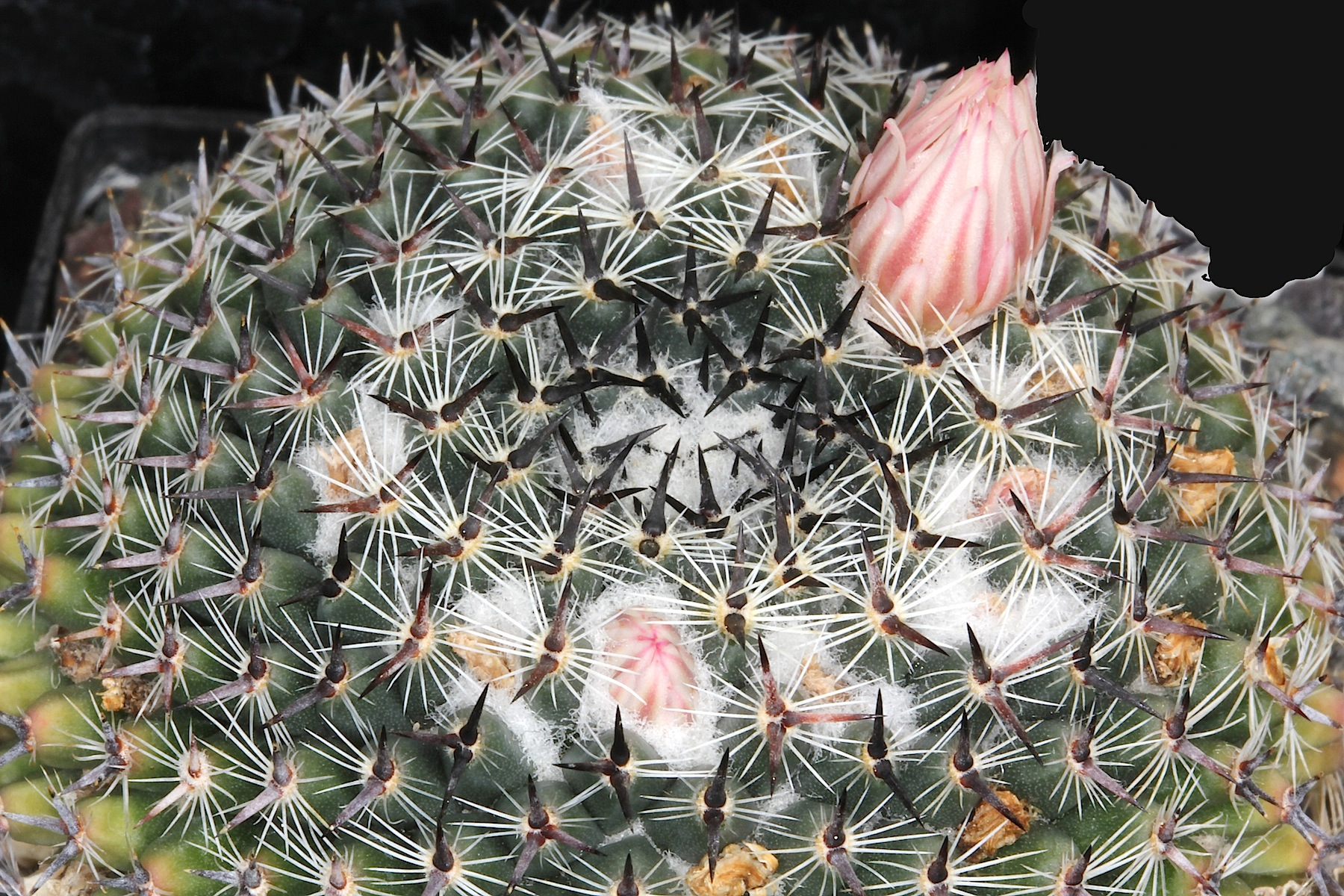
En flor

## Descripción
Es una planta perenne carnosa y globosa que  crece solitaria, con tallo redondo, o cilíndrico, de color verde brillante que alcanza un tamaño de 15 a 20 centímetros de alto y 9 a 10 cm de diámetro. Las axilas están llenas de lana blanca y de cerdas. Tiene 2 a 4  espinas centrales , a veces seis, de color blanco con una punta oscura de 0,6 cm de largo. Las espinas radiales  son 22-24 y tienen 0,8 cm de largo. Las flores son de color blanco a rosa pálido de hasta 1 centímetro de longitud y de diámetro. El fruto es rojo con semillas marrones.

## Distribución
Mammillaria chionocephala se encuentra  en estados los mexicanos de Nuevo León, Coahuila, Durango, San Luis Potosí y Zacatecas. 

## Taxonomía
Mammillaria chionocephala fue descrita por J.A.Purpus y publicado en Monatsschr. Kakteenk. 16: 41, en el año 1906
Etimología
Mammillaria: nombre genérico que fue descrita por vez primera por Carolus Linnaeus como Cactus mammillaris en 1753, nombre derivado del latín mammilla = tubérculo, en alusión a los tubérculos que son una de las características del género.
chionocephala: epíteto latino que significa "cabeza con pelos blancos"
Sinonimia
- Mammillaria formosa
- Mammillaria ritteriana
- Mammillaria caerulea
- Mammillaria formosa chionocephala[4]